# Rewrite the Stars
"Rewrite the Stars" (n.đ. 'Vẽ lại các vì sao') là một bài hát trong bộ phim Bậc thầy của những ước mơ được thể hiện bởi Zac Efron và Zendaya, họ cũng là hai diễn viên trong bộ phim này. Bài hát được hãng Atlantic Records phát hành vào ngày 17 tháng 11 năm 2017 dưới dạng đĩa đơn quảng bá cho album The Greatest Showman: Original Motion Picture Soundtrack. Ở Úc, "Rewrite the Stars" được phát trên radio từ ngày 20 tháng 07 năm 2018.

## Sáng tác

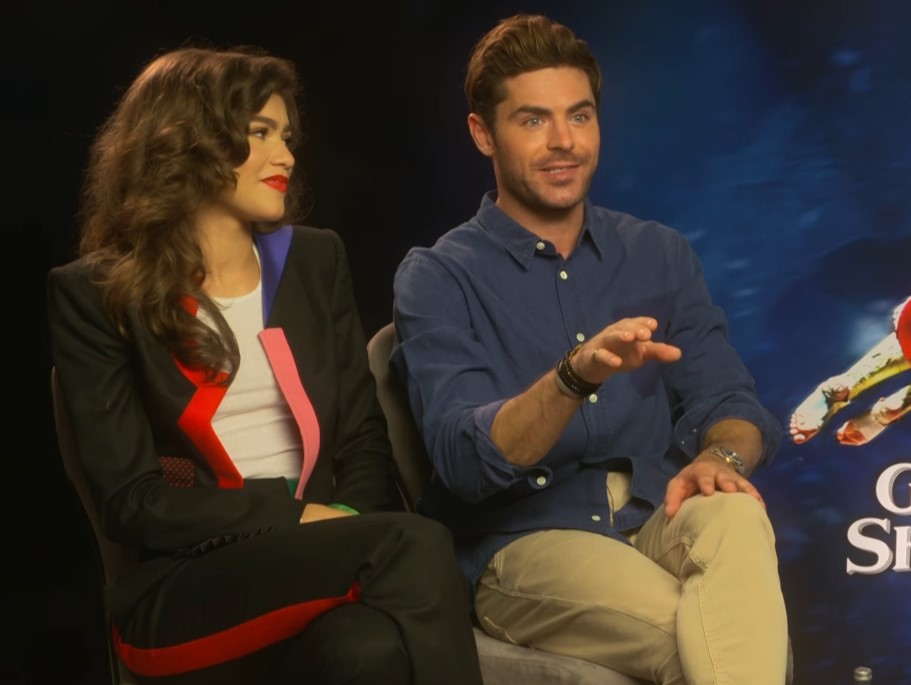
Zac Efron và Zendaya trong một buổi quảng bá cho "Rewrite the Stars" và The Greatest Showman.

Theo bản nhạc được đăng trên Sheetmusicdirect.com, "Rewrite the Stars" là bài hát có tiết tấu nhanh vừa phải, có 125 beat mỗi phút. Bài hát được viết ở nhịp 4
4 (nhịp phổ biến) và cung Si giáng trưởng. Trong suốt bài hát thì Zac Efron hát ở quãng giọng từ Eb3 đến Bb4, còn Zendaya từ Eb3 đến Eb5. Giai điệu của "Rewrite the Stars" được cho là có ảnh hưởng từ nhiều bài hát, đáng chú ý nhất là bài "Unconditionally" của Katy Perry.
Nội dung của bài hát kể về câu chuyện của Phillip (nhân vật do Zac Efron thủ vai), là một nhà tư bản người da trắng, cố gắng thuyết phục Anne (nhân vật do Zendaya thủ vai) chấp nhận tình yêu của anh. Tuy nhiên Anne luôn tự ti cô là một người da màu, có địa vị thấp kém nên đã từ chối tình yêu của Phillip.

## Giải thưởng
| Giải thưởng        | Ngày                | Hạng mục                    | Kết quả   | Chú thích |
| ------------------ | ------------------- | --------------------------- | --------- | --------- |
| Teen Choice Awards | 12 tháng 8 năm 2018 | Choice Music: Collaboration | Đoạt giải | [ 7 ]     |

## Bảng xếp hạng
| BXH (2017–2018)                    | Vị trí cao nhất |
| ---------------------------------- | --------------- |
| Úc (ARIA)                          | 24              |
| Áo (Ö3 Austria Top 40)             | 52              |
| Bỉ (Ultratip Flanders)             | 12              |
| Canada (Canadian Hot 100)          | 71              |
| Phần Lan (Suomen virallinen lista) | 14              |
| Pháp (SNEP)                        | 115             |
| Đức (GfK)                          | 89              |
| Ireland (IRMA)                     | 21              |
| Nhật Bản (Japan Hot 100)           | 73              |
| Malaysia (RIM)                     | 3               |
| Hà Lan (Single Top 100)            | 53              |
| New Zealand (Recorded Music NZ)    | 32              |
| Bồ Đào Nha (AFP)                   | 67              |
| Singapore (RIAS)                   | 1               |
| Tây Ban Nha (PROMUSICAE)           | 82              |
| Thụy Điển (Sverigetopplistan)      | 90              |
| Thụy Sĩ (Schweizer Hitparade)      | 96              |
| Anh Quốc (OCC)                     | 16              |
| US Billboard Hot 100               | 70              |

| BXH (2018)                           | Vị trí |
| ------------------------------------ | ------ |
| Australia (ARIA)                     | 82     |
| UK Singles (Official Charts Company) | 32     |

## Chứng nhận
| Quốc gia                                                    | Chứng nhận  | Số đơn vị/doanh số chứng nhận |
| ----------------------------------------------------------- | ----------- | ----------------------------- |
| Úc (ARIA)                                                   | 2× Platinum | 140.000‡                      |
| Canada (Music Canada)                                       | 2× Platinum | 160.000‡                      |
| Đan Mạch (IFPI Đan Mạch)                                    | Gold        | 45.000‡                       |
| Ý (FIMI)                                                    | Gold        | 35.000‡                       |
| Ba Lan (ZPAV)                                               | Gold        | 25.000‡                       |
| Anh Quốc (BPI)                                              | 2× Platinum | 1.200.000‡                    |
| Hoa Kỳ (RIAA)                                               | 2× Platinum | 2.000.000‡                    |
| ‡ Chứng nhận dựa theo doanh số tiêu thụ và phát trực tuyến. |             |                               |

## Thời điểm phát hành
| Khu vực   | Ngày                 | Phương thức                | Nhãn     | Phiên bản        | Chú thích         |
| --------- | -------------------- | -------------------------- | -------- | ---------------- | ----------------- |
| Various   | 17 tháng 11 năm 2017 | Digital download streaming | Atlantic | Đĩa đơn quảng bá | [ 1 ] [ 2 ] [ 3 ] |
| Australia | 20 tháng 7 năm 2018  | Contemporary hit radio     | Atlantic | Đĩa đơn radia    | [ 4 ] [ 5 ]       |

## Phiên bản Reimagined
Ngày 16 tháng 11 năm 2018, hãng đĩa Atlantic Records phát hành album The Greatest Showman: Reimagined. Trong album này thì bài hát "Rewrite the Stars" được thể hiện bởi James Arthur và Anne-Marie. Sau đó thì họ còn trình diễn bài hát này ở sân khấu British The X Factor mùa thứ 15 (ngày 01/12) và sân khấu American The Voice mùa thứ 15  (04/12).

### Track listing
- Remix[38]

1. "Rewrite the Stars" (Wideboys Hands in the Air remix) – 3:36

### Bảng xếp hạng tuần
| BXH (2018–19)                                     | Vị trí cao nhất |
| ------------------------------------------------- | --------------- |
| Australia (ARIA)                                  | 67              |
| Bỉ (Ultratop 50 Flanders)                         | 7               |
| Bỉ (Ultratop 50 Wallonia)                         | 19              |
| Canada (Canadian Hot 100)                         | 85              |
| Đức (GfK)                                         | 100             |
| Greece International Digital Singles (IFPI)       | 99              |
| Hungary (Single Top 40)                           | 27              |
| Ireland (IRMA)                                    | 12              |
| Hà Lan (Dutch Top 40)                             | 10              |
| Hà Lan (Single Top 100)                           | 24              |
| New Zealand Hot Singles (RMNZ)                    | 5               |
| Bồ Đào Nha (AFP)                                  | 61              |
| Portugal Airplay (AFP)                            | 1               |
| Romania (Airplay 100)                             | 12              |
| Scotland (OCC)                                    | 4               |
| Singapore (RIAS)                                  | 15              |
| Slovakia (Singles Digitál Top 100)                | 79              |
| Sweden (Sverigetopplistan)                        | 27              |
| Thụy Sĩ (Schweizer Hitparade)                     | 44              |
| Anh Quốc (OCC)                                    | 7               |
| Hoa Kỳ Bubbling Under Hot 100 Singles (Billboard) | 24              |

### Bảng xếp hạng cuối năm
| BXH (2019)                  | Vị trí |
| --------------------------- | ------ |
| Belgium (Ultratop Flanders) | 37     |
| Belgium (Ultratop Wallonia) | 87     |
| Netherlands (Dutch Top 40)  | 74     |
| Portugal (AFP)              | 118    |
| Romania (Airplay 100)       | 31     |

### Chứng nhận
| Quốc gia                                                    | Chứng nhận | Số đơn vị/doanh số chứng nhận |
| ----------------------------------------------------------- | ---------- | ----------------------------- |
| Đan Mạch (IFPI Đan Mạch)                                    | Gold       | 45.000‡                       |
| Ý (FIMI)                                                    | Gold       | 35.000‡                       |
| Na Uy (IFPI)                                                | Platinum   | 60.000‡                       |
| Bồ Đào Nha (AFP)                                            | Platinum   | 10.000‡                       |
| Anh Quốc (BPI)                                              | Platinum   | 600.000‡                      |
| Hoa Kỳ (RIAA)                                               | Gold       | 500.000‡                      |
| ‡ Chứng nhận dựa theo doanh số tiêu thụ và phát trực tuyến. |            |                               |